# Cordulegaster heros
Cordulegaster heros е вид водно конче от семейство Cordulegastridae. Видът е почти застрашен от изчезване.

## Разпространение
Разпространен е в Австрия, Албания, Босна и Херцеговина, България, Гърция, Италия, Северна Македония, Румъния, Словакия, Словения, Сърбия, Унгария, Хърватия и Черна гора.

## Описание
Популацията на вида е намаляваща.